# Kareta menší
Kareta menší (Lepidochelys kempii), také kareta atlantská nebo kareta Kempova, je druh mořské želvy z čeledi karetovitých. Vyskytuje se pouze v Mexickém zálivu a podél atlantského pobřeží Spojených států amerických až na sever k Newfoundlandu a Novému Skotsku. Kolem 97 % karet hnízdí pouze na jedné lokalitě, a sice podél dlouhé písčité pláže Rancho Nuevo v mexickém státě Tamaulipas. Ještě v roce 1947 zde bylo napočítáno kolem 120–180 tisíc hnízd. Následkem sběru karetích vajec a mláďat za účelem lidské konzumace však populace drasticky poklesla a v roce 1985 bylo napočítáno pouze 702 hnízd, což představuje více než 99% populační pokles během několika desetiletí.
Karetu menší se podařilo zachránit před vyhynutím řadou ochranných opatření, k nimž patří hlavně změny legislativy (zákaz sběru vajec, ochrana dospělých želv a jejich prostředí, změny v technikách komerčního rybolovu) a managementem hnízdišť, který spočívá hlavně v přemisťování snůšek do oplocených částí pláže, kde jsou chráněny před pytláctvím a predací. Díky těmto krokům se druh pomalu zotavuje. Mezi lety 1988–2003 populace karet stoupala o cca 15 % za rok a k roku 2016 se odhadovala na 22 tisíc dospělých jedinců. I tak se jedná o nejohroženější mořskou želvu a jednoho z nejohroženějších obratlovců. Pytláctví již karety tolik neohrožuje a k jejím novodobým hrozbám patří hlavně tralování, predace a znečištění moří.
Délka krunýře želvy dosahuje pouhých 60–70 cm, což z ní činí nejmenšího zástupce mořských želv. Zatímco juvenilní jedinci jsou převážně tmavě šedí, dospělci jsou na horní straně těla světle šedí až šedo-olivově zelení a na spodní straně žlutě krémoví. 
Karety žijí samotářsky, avšak každý rok se dospělci sejdou u svého natálního hnízdiště, kde se ve vodě spáří. Měsíc nato samice přichází na břeh, kde v písku vykope jámu a naklade vejce. Snůšku tvoří cca 110 vajec. Po 45–55 dnech inkubace se vyklubou mláďata, která prvních několik let stráví na moři, volně unášena proudem v úkrytu plovoucích společenstev mořských čas či chaluh, jako jsou hroznovice. Po několika letech se začnou stahovat k pobřeží, kde stráví dalších několik let. Kolem věku 12 let pohlavně dospívají a započnou každoroční migraci mezi krmišti a hnízdišti. Dožívají se kolem 30 let, mohou se patrně dožít až 50 let. Živí se hlavně kraby, avšak mohou spořádat různé typy měkkýšů, korýšů, ryb, chaluh, mořských řas, sumek či ostrorepy.

## Systematika

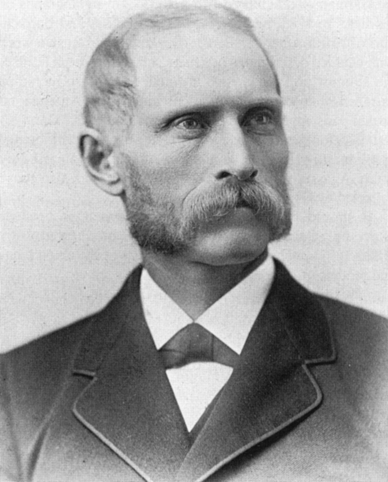
Samuel Garman, který pořídil první vědecký popis druhu

Druh poprvé popsal harvardský zoolog Samuel Walton Garman v roce 1880. Germana kolem roku 1877 na želvu upozornil floridský rybář Richard M. Kemp z ostrova Key West. Kemp Germanovi později i zaslal dva exempláře. Na jeho počest dal Garman nově popsané karetě druhové jméno kempii čili „Kempova“ (běžné jméno želvy v angličtině je Kemp's ridley sea turtle, doslova „Kempova mořská želva“), z čehož je odvozen někdy používaný český název kareta Kempova. Po Kempově smrti bylo jméno Lepidochelys kempii vyryto na Kempův náhrobní kámen vedle data jeho narození a úmrtí.
Taxonomické zařazení karety menší bylo zejména v první polovině 20. století předmětem hojných vědeckých debat. Kareta menší byla mj. řazena do rodu Caretta či popisována jako poddruh úzce příbuzné karety zelenavé. Zmatení bylo způsobeno tím, že kareta zelenavá nemá kromě jiného zabarvení žádné jiné vnější morfologické znaky, které by ji viditelně odlišovaly od karety menší. Někdy byla kareta menší dokonce označována jako tzv. bastard karety obecné (bastard loggerhead), odkazující k domněnce, že kareta menší je kříženec karety obecné a karety obrovské nebo pravé. Od 40. let 20. století však začaly vycházet studie, které na základě etologických i morfologických podkladů zhodnotily karetu menší jako samostatný druh.
K rozpoznání karety menší jako samostatné druhové linie výrazně napomohlo video z roku 1947, které zobrazuje kolem 40 tisíc karet menších na pláži Rancho Nuevo v mexickém státě Tamaulipas během masového příchodu na pláž za účelem kladení vajec (tato událost se označuje španělským výrazem arribada). Toto video bylo objeveno vědeckou komunitou v 60. letech.
Podle DNA analýz se kareta menší vydělila od karety zelenavé někdy před 3–4 miliony lety. Toto období koresponduje s dobou vytvoření Panamské šíje, jež způsobila speciaci obou želv vytvořením nepřekonatelné geografické bariéry. Kareta menší náleží do rodu Lepidochelys, který ještě zahrnuje sesterský taxon karety menší, a sice karetu zelenavou (L. olivacea). Jedná se o jediný rod mořských želv, který zahrnuje více než jeden druh želvy.

## Popis

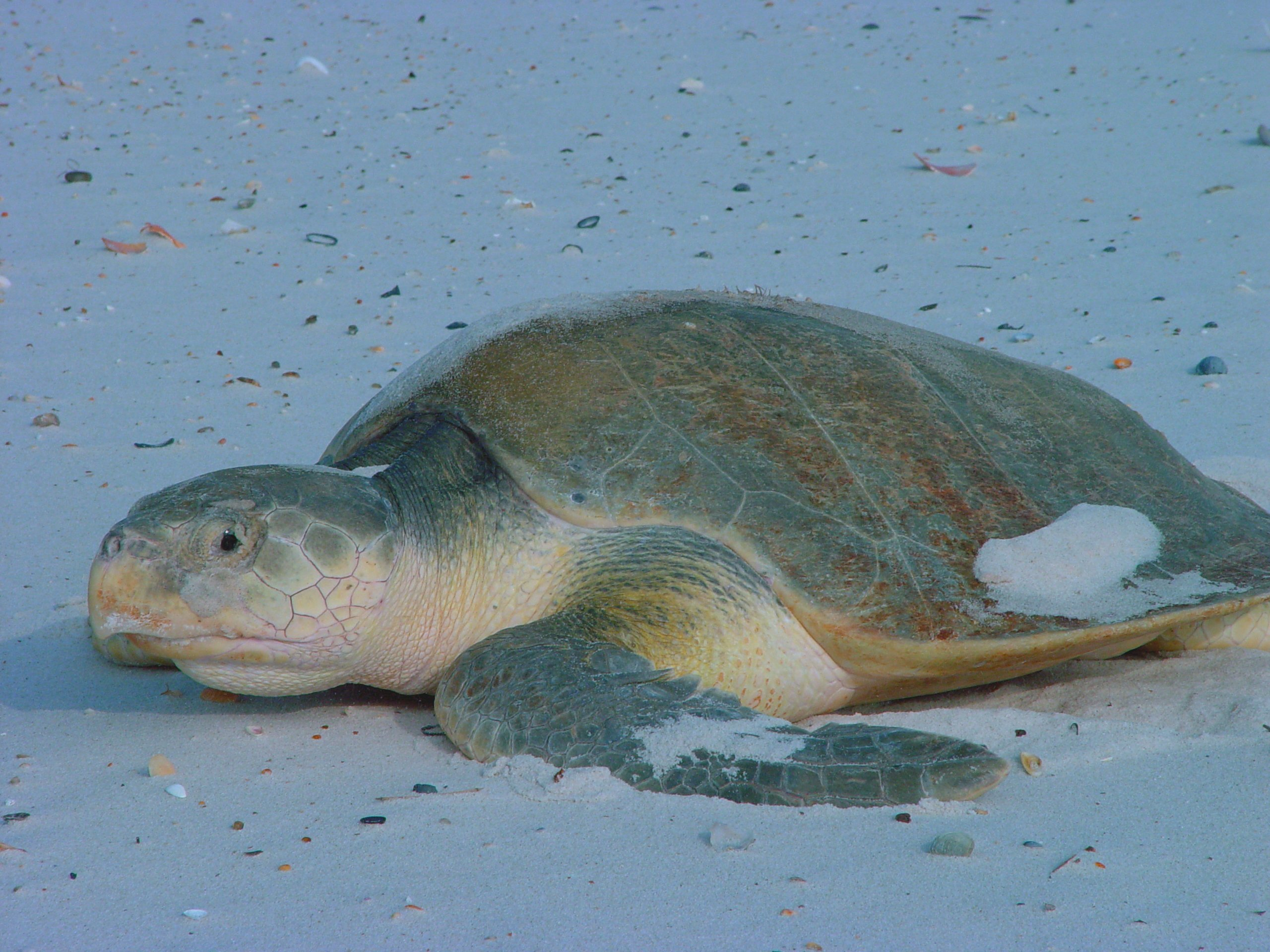
Dospělá kareta menší s patrnými olivovými žluto-zeleno-šedými barevnými přechody a zobákovitým útvarem na horní čelisti

Délka krunýře dosahuje pouhých 60–70 cm, což z karety činí vůbec nejmenšího zástupce mořských želv. Váha dospělce se pohybuje kolem 34–45 kg.
Zbarvení dospělé želvy na horní straně těla přechází od světle šedé po šedo-olivově zelenou. Spodní strana je žlutě krémová. Hlava je trojúhelníkového tvaru – nejtlustší je u krku a směrem ke konci čenichu se zužuje. Horní čelist je zakončena zobákovitým útvarem, který směřuje kolmo dolů (jako u papouška). Končetiny jsou přeměněny v pádlovité ploutve. Přední ploutve mají každá jeden dráp, zadní ploutve mají každá dva drápy. Samčí drápy bývají lépe vyvinuty než samičí. Pohlavní dimorfismus je nevýrazný, snad nejzřetelnějším rozlišovacím znakem je délka ocasu, která u dospělých samců přečnívá karapax (hřbetní část krunýře), zatímco u samic nepřečnívá. V době rozmnožování lze samce rozpoznat podle měkčího plastronu (břišní část krunýře).
Krunýř je značně zploštělý a mnohem více zakulacený než u ostatních mořských želv, které mají krunýře spíše elipsovitě protáhlé. U mohutných jedinců může být krunýř dokonce širší než delší. Typický poměr délky krunýře k jeho šířce je 10:>9. Karapax je hladký a uprostřed má 5 obratlových (vertebrálních) štítků, na které v přední části navazuje nuchální (šíjový) štítek. Karapax má dále 5 párových kostálních (žeberních) a 12 párových marginálních (okrajových) štítků. Štítky se nepřekrývají. Rozeznávacím znakem druhu na plastronu jsou 4 inframarginální štítky (inframarginal scutes; štítky mezi středními párovými štítky a štítky okrajovými) – kareta obecná má takové štítky 3. Každý inframarginální štítek má poměrně dobře viditelný pór. Do těchto pórů ústní žlázy, které prostřednictvím pórů vylučují tekutinu v případě vyrušení karety. Složení tekutiny bývá různé a její přesný účel není zřejmý, avšak může se jednat o nástroj na zahnání predátorů nebo tekutina může hrát roli v sociálním chování želvy jako je např. načasování masivních příchodů na pláže.
Mláďata želv jsou cele tmavě šedá. Jak mláďata rostou, jejich zabarvení se postupně mění do žlutozelenošedého zabarvení dospělců. Mláďatům se postupně začnou na karapaxu od hlavy směrem k ocasu vyvíjet tři kýly (středový a dva postranní), zatímco na plastronu začínají vyrůstat kýly dva. Tyto hřebenovité útvary jsou nejvýraznější u juvenilních jedinců, u kterých zvláště vyčnívá hřbetní (středový) kýl. Jak želvy rostou, kýly se postupně vytrácí. U subadultních jedinců (cca 3–12 let) zůstává jen nepatrný náznak středového kýlu ve tvaru nízké vyvýšeniny a u dospělých jedinců se kýl úplně ztrácí.

## Rozšíření a stanoviště

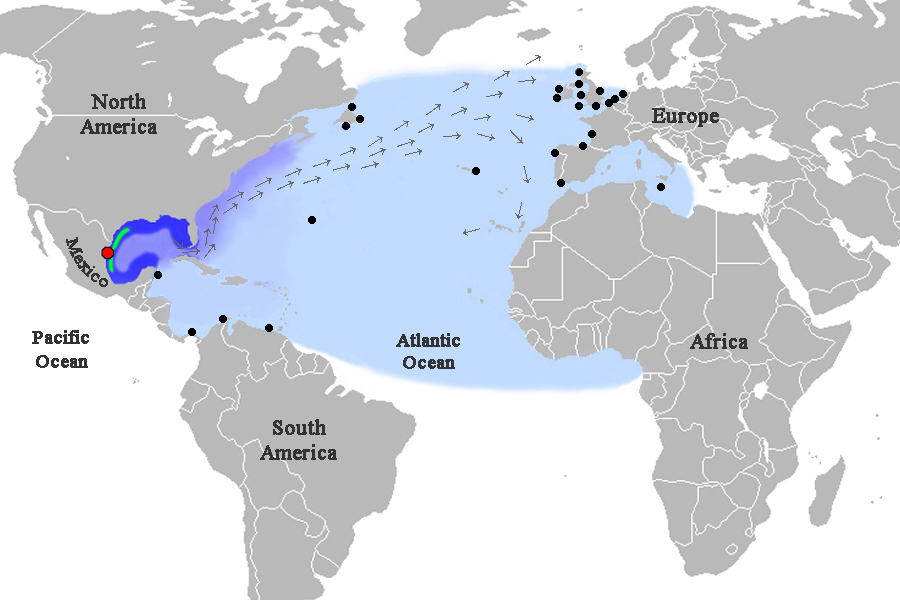
Areál výskytu karet menších. Červený puntík = pláž Rancho Nuevo, kde hnízdí drtivá většina karet; zelená čárka = hlavní oblast výskytu dospělých samců; tmavě modrá = hlavní oblasti výskytu dospělých samic; modrá = areál rozšíření juvenilních a subadultních karet; světle modrá = výskyt zbloudilých karet (takřka jen juvenilní a subadultní jedinci); černé tečky = jedny z potvrzených nálezů zbloudilců

Karety menší mají geograficky nejmenší areál výskytu ze všech mořský želv. Těžiště výskytu se nachází v pobřežních vodách Mexického zálivu, kde se vyskytují jak dospělí, tak juvenilní jedinci. Juvenilní karety se hlavně v letních měsících pouští i podél atlantského pobřeží Spojených států amerických na sever až k pobřežním oblastem východního Newfoundlandu a Nového Skotska. S příchodem studenějších podzimních měsíců chladnější vody ze severu postupně vytlačí juvenilní jedince zpět na jih směrem k Mexickému zálivu. V Karibském moři byly karety spatřeny pouze výjimečně.
Zatímco u dospělců dochází ke zbloudění jen velmi vzácně, u juvenilních jedinců se poměrně často stává, že se zatoulají. Ke zbloudění dochází hlavně v důsledku nepříznivých povětrnostních podmínek (bouře apod.). Juvenilní karety byly pozorovány u pobřeží Britských ostrovů, Francie, Azorských ostrovů, Madeiry, Bermud, Iberského poloostrova či dokonce ve Středozemním moři.

## Biologie
Podobně jako ostatní mořské želvy je i kareta menší dobře uzpůsobena životu pod vodou. Její končetiny jsou přeměněny v pádlovité ploutve a její krunýř je mnohem zploštělejší než u suchozemských želv. Tento hydrodynamický tvar želvám umožňuje snazší pohyb po hladinou. Karety menší dýchají vzduch, takže každé cca 3–4 minuty musí vyplout na povrch, aby se nadechly.

### Rozmnožování

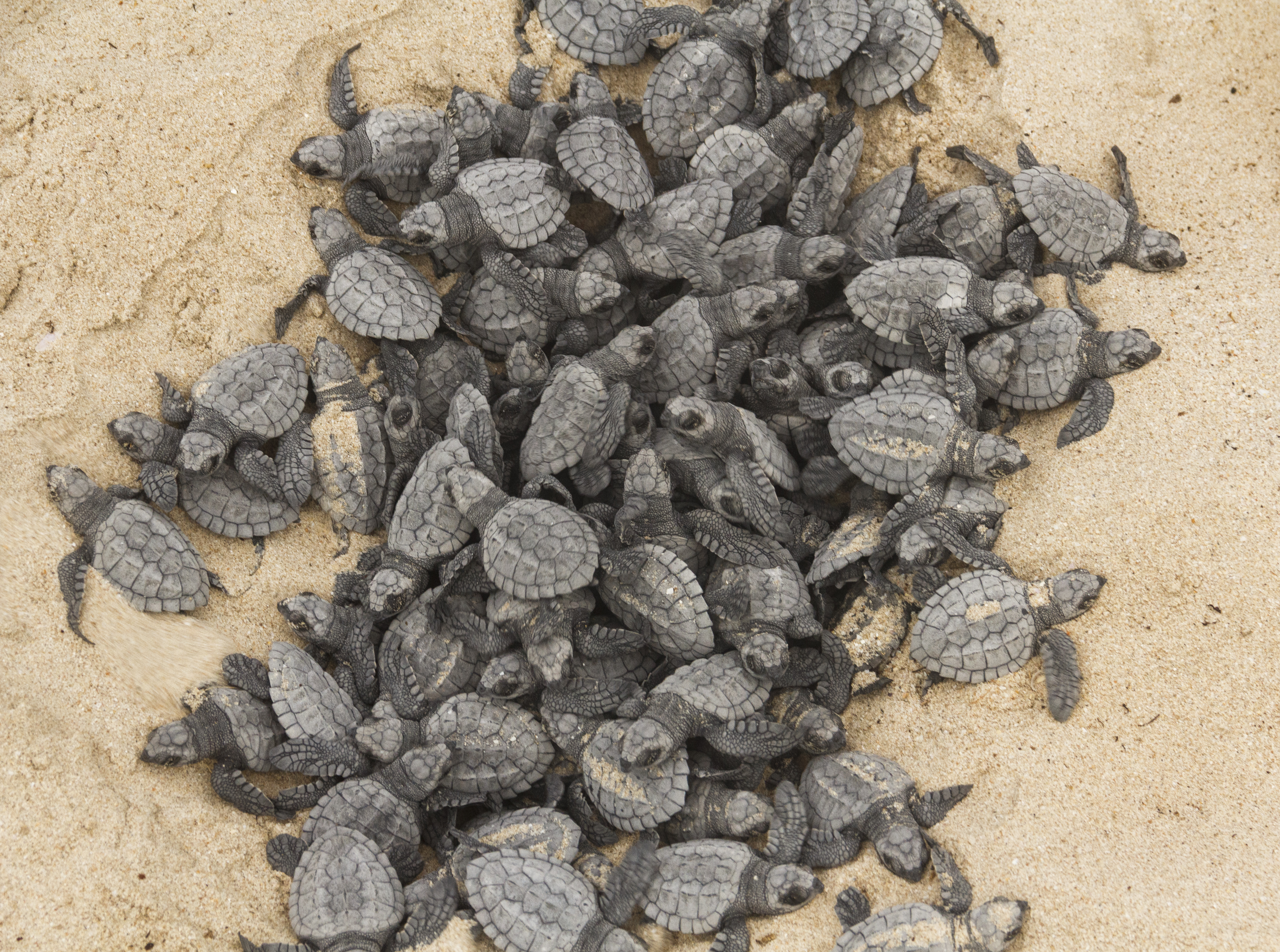
Mláďata na hnízdě

K rozmnožování dochází na jaře na písečných plážích v západních částech Mexického zálivu. Drtivá většina (97 %) všech rozmnožovacích aktivit se děje pouze na jediné lokalitě, a sice na 146 km dlouhé písečné pláži u vesničky Rancho Nuevo v mexickém státě Tamaulipas. Zbývající zahnízdění se dějí na různých plážích Mexika a USA v oblasti Mexického zálivu. Na těchto ostatních lokalitách se většinou nachází jednotky či desítky hnízd.
O námluvách a kopulaci toho není moc známo. Někdy kolem března, cca 30 dní před kladením vajec, do pobřežních vod okolo pláže Rancho Nuevo připlavou dospělí samci a samice, kteří se ve vodě spáří. Páření probíhá zezadu (samec na samici), během kopulace si samec přidržuje samici dlouhými předními ploutvemi. Páření, resp. hnízdění probíhá každý rok nebo jen co druhý rok.
V rámci mořských želv jsou karety menší spolu s karetami zelenavými jedinečné v tom, že svá vejce přicházejí na pláže naklást v časově synchronizovaných masivních skupinách. Tyto události se označují španělským výrazem arribada („příchod“). Jakým způsobem dochází k načasování arribady není úplné vyjasněno, avšak patrně se bude jednat o kombinaci mnohých environmentálních faktorů, jako je teplota vody nebo počasí. V rámci jedné hnízdní sezóny dochází k několika těmto masovým událostem. Každoročně se najde část karet, které se arribad neúčastní a hnízdní samostatně. K hnízdním aktivitám karet menších dochází od cca poloviny dubna do poloviny července. Malé množství želv může sporadicky zahnízdit i v jiných částech roku.

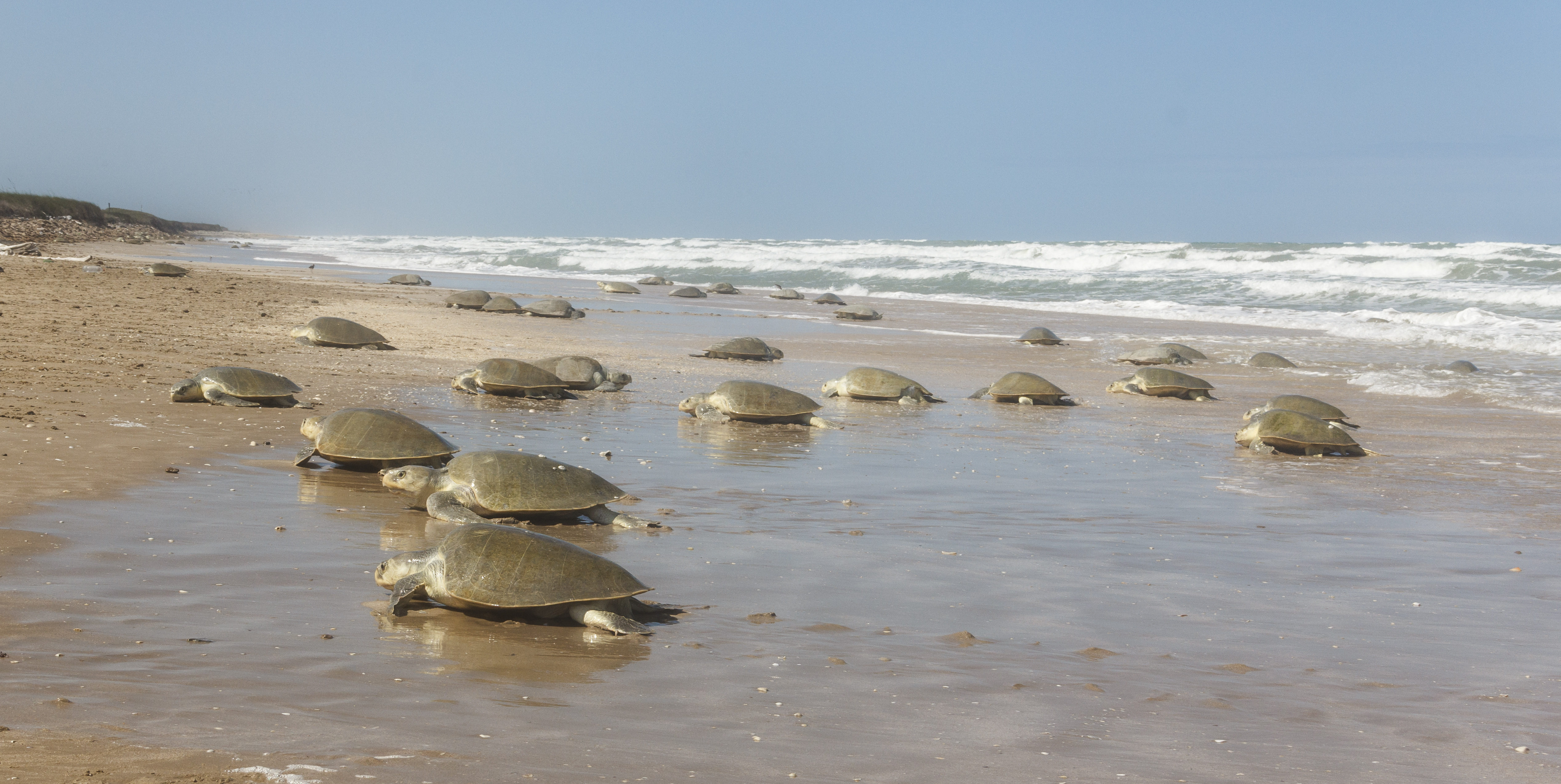
Arribada aneb hromadný příchod karet menších na pláž v Rancho Nuevo

Zatímco karety zelenavé hnízdí převážně v noci, karety menší hnízdí během dne. V den hnízdění samice karety vyleze na břeh těsně nad přílivovou zónu k počátku první duny. Během polezu zaryje svůj čenich se zobákem do písku a nasaje vzduch. Toto chování není zcela objasněno. Může karetě pomáhat v identifikaci místa svého narození, v odhadu vlhkosti vzduchu, nebo zda v daném místě nedošlo k zahnízdění jiné karety.
Samice v písku vyhrabe svými zadními ploutvemi dostatečně velkou díru na to, aby do ní nacouvala zadní části těla, až je její horní krunýř zhruba ve stejné výšce jako okolní písek. Na to začne hrabat předními ploutvemi. Vyhrabaná díra je hluboká kolem 35–40 cm a karetě trvá její vytvoření 10–15 minut. Po jejím vykopání samice začne se soustředěným kladením vajec, během kterého karetu nemůže takřka nic vyrušit nebo zastavit v kladení. Po nakladení vajec samice díru zahrabe zadními ploutvemi a s pomocí plastronu vyhladí okolní písek tak, aby po jejich aktivitách bylo co nejméně stop. Po vyhlazení se kareta otočí směrem k oceánu a odplazí se zpět do moře. Celý proces od vylezení z moře po navrácení se zpět zabere 50–60 minut.

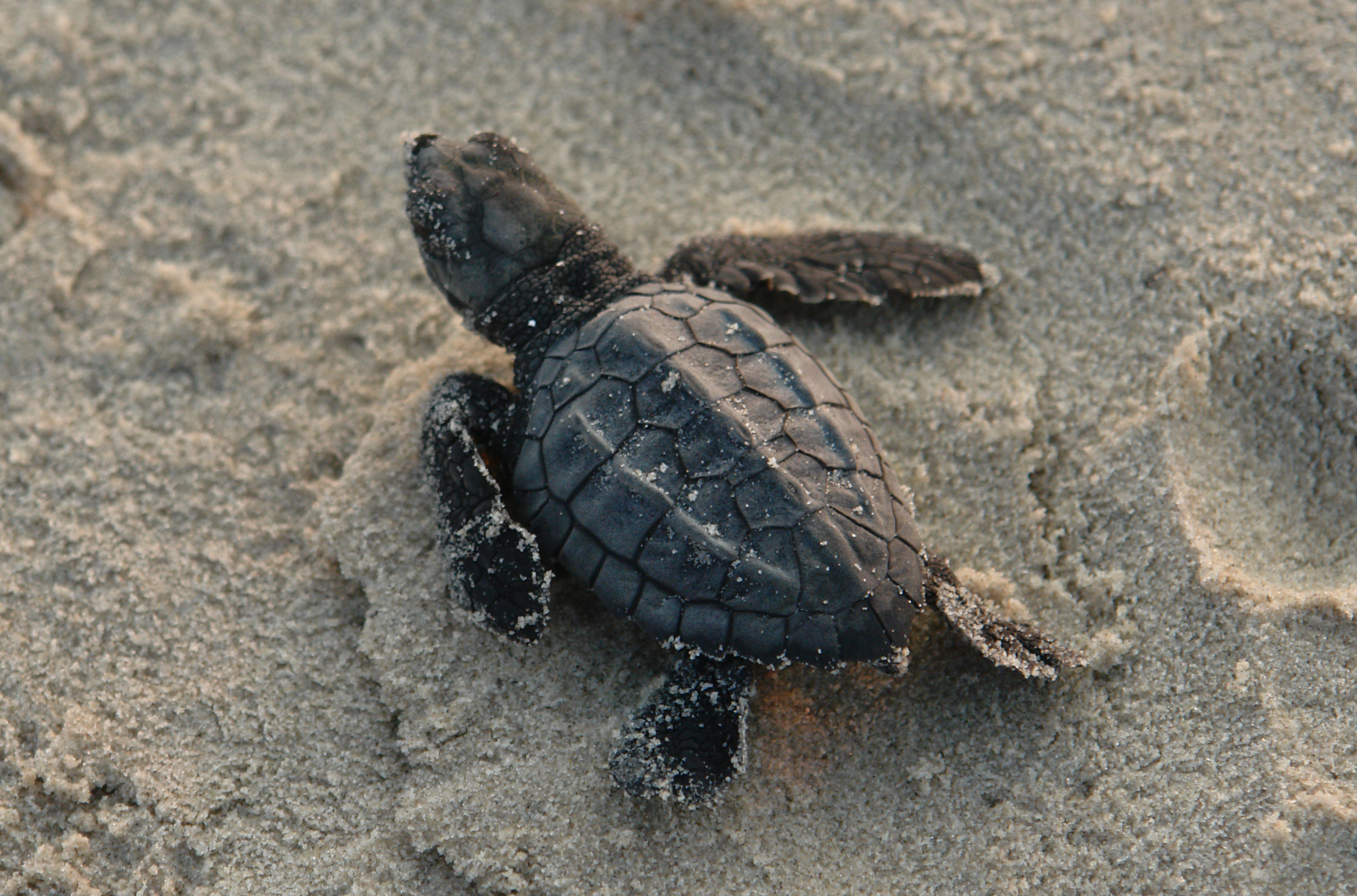
Vyklubaný jedinec na cestě do moře

Každá samice karety klade 1–3, průměrně 2,5 snůšek za jednu hnízdní sezónu. Interval kladení mezí jednotlivými snůškami je 10–28 dní. Po nakladení poslední snůšky se samice rozplavou na sever nebo na jih podél pobřeží ve vodě s hloubkami do 50 m, někdy uplavou i stovky kilometrů daleko, než dosáhnou svých krmících stanovišť, kde přečkají zimní období. Naproti tomu samci zůstávají přes zimu většinou v oblasti Rancha Nueva a pouze výjimečně se pouštějí na migrační trasy o takových délkách jako samice.
Každá snůška obsahuje kolem 110 vajec se zaznamenaným rozptylem 54–185. Vejce jsou většinou bílé či jemně krémové, kulaté s průměrem kolem 35–45 mm a váhou 24–41 g. Inkubace v písku trvá kolem 45–55 dní. Teplota v hnízdišti někdy v polovině třetího vývojového stádia vajec určí pohlaví mláděte. Vyšší teploty produkují samice, zatímco následkem nižších teplot se líhnout hlavně samci.

### Mláďata

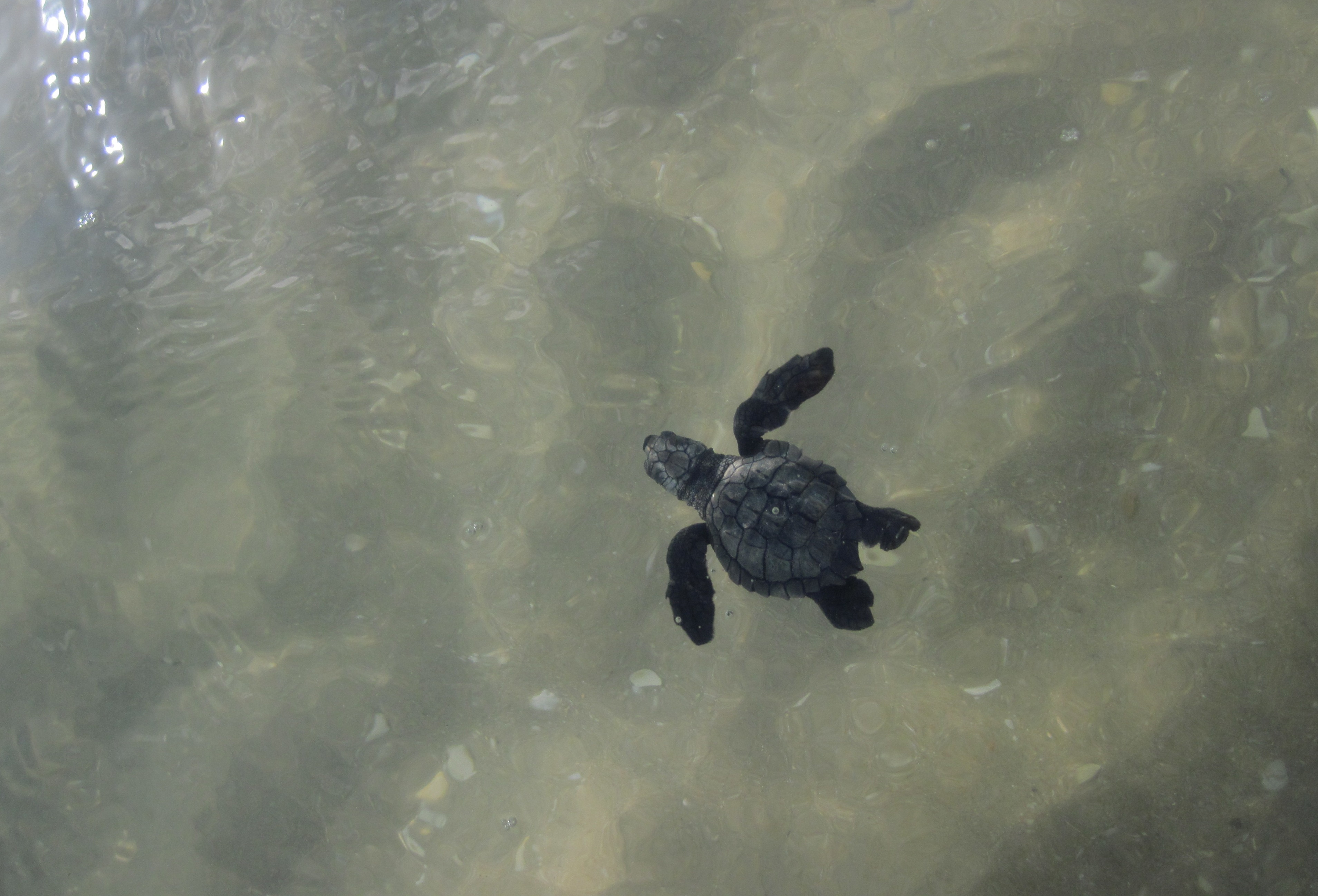
Juvenilní kareta na hladině moře patří k velmi častým úlovkům ptáků a dravých ryb

Kolem cca 45.–55. dne od nakladení začne docházet ke klubání mláďat. Většina z nich jsou samice. Všechna mláďata ve snůšce se klubou ve stejný čas. Po prasknutí skořápky nejdříve odpočívají, aby si zvykli na nové prostředí, a poté se společnými silami začnou prohrabávat skrze písek nad sebou. Písek odhrabávají ploutvemi na stranu a pod sebe. Jakmile se oblouk písku nad nimi propadne, vytvoří se na povrchu viditelná propadlina, a mláďatům trvá další jeden až dva dny, než se prohrabou na povrch. Mláďata doráží na povrch v chladnější části dne (noc nebo časně zrána) nebo alespoň zataženém počasí, jinak by jim hrozila smrt přehřátím. Jakmile konečně dorazí na povrch, chvíli odpočívají, než se co nejrychleji rozplazí směrem k moři, které je většinou vzdáleno do 35 metrů. Pro navigaci v této fázi patrně používají zrak.
Po kontaktu s vodou začnou mláďata plavat směrem od břehu. Nádechy nad vodou, kdy plavou na čubičku, střídají s plaváním pod vodou, kdy prudce zabírá svými horními končetinami. Pod vlnami se potápí. V první fází plavání se mláďata orientují podle pohybu vln a orbitálního pohybu vody, který dovedou vycítit. To jim umožní překonat vlny u pobřeží, které mohou být kontra-intuitivní: želvičky se vrhají proti vlnám, i když je snazší se jimi nechat unášet zpět na břeh. Jakmile překonají bariéru vln u pobřeží, pokračují s plaváním a začínají se orientovat patrně podle vnitřního magnetického kompasu (podobně jako je tomu u navigace ptáků). Takto plavou 20–30 hodin, než dojde k nabrání mláďat mořskými proudy, které je zanesou do pelagických zón, kde stráví příštích několik let.

### Juvenilní jedinci

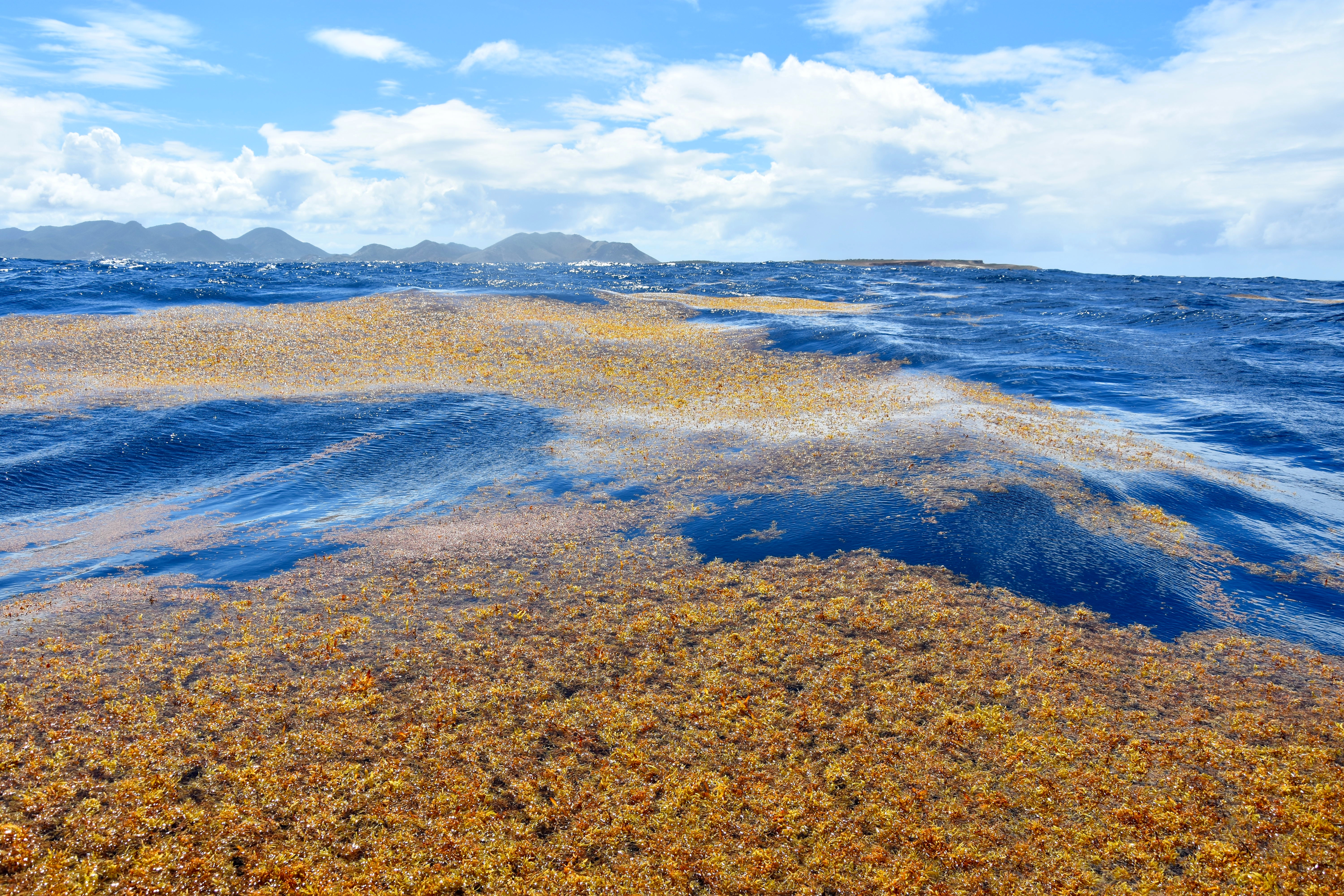
Pelagické druhy hroznovic (na fotografii) se volně vznášejí na hladině, kde vytváří vhodné podmínky pro přítomnost bohatých živočišných společenstev měkkýšů, kteří tvoří primární potravu juvenilních karet v prvních 2–3 letech života

Prvních několik let života (typicky 2, avšak může se jednat o 1–4 a případně i více let) karety tráví volně unášeni mořskými proudy. O tomto životním období karet se toho moc neví, avšak předpokládá se, že se shlukují do společenstev hroznovic i dalších chaluh a mořských řas, kde nalézají potravu i úkryt před predátory. Zatímco většina juvenilních jedinců v tomto stadiu zůstává v rámci Mexického zálivu, část populace je proudy zanesena do severozápadního Atlantiku, případně dále na východ až k evropským břehům.
Další léta tráví juvenilní karety v různých částech Mexického zálivu nebo při západoatlantském pobřeží v neritických (příbřežních) vodách do hloubky 50 m. U obou populací přitom nastává každoroční migrace za potravou, typicky mezi studenějšími vodami, kde přečkávají léto, a jižnějšími oblastmi, kde tráví zimu.

### Dospělci
Kolem věku 12 let dospívají. Většinu času tráví samotářsky, dospělci se jednou za rok stahují na ty samé pláže k rozmnožování. Většinou se dožívá kolem 30 let, může se patrně dožít až 50 let.

### Predátoři a parazité
Karety menší mají celou řadu predátorů již od nejranější fáze. Juvenilním jedincům po vyklubání hrozí infekce způsobená larvami much, mravenci, roztoči a krabi. Ti mohou k hnízdu nalákat další predátory, kteří se prohrabou k vejcím, jak jsou zdivočelá prasata, kojoti, jezevci nebo mývali. Největší nebezpečí hrozí juvenilním jedincům v momentě, kdy se snaží dostat z hnízda do moře. Zde na ně číhají mj. krabi, skunci, medvídkovité šelmy a draví ptáci. V první letech, kdy karety žijí při vodní hladině, jsou malé karety ohroženy celým zástupem predátorů od racků a fregatek přes dravé ryby jako barakudy, kranasi, tuňáci a chňapali. Na dospělé karety útočí hlavně žraloci. Na ostrove Pedro byla zaznamenána pradace vajec jihoamerickými predátorskými mravenci druhu Solenopsis invicta.
Hnízdní úspěšnosti se liší podle roku a míře ochranných opatření. Podle terénního výzkumu z roku 2007 kolem se kolem 80 % karet vyklubalo z hnízd a kolem 66 % mláďat úspěšně dosáhlo moře. Odhaduje se, že pelagickou fázi (prvních několik let, kdy karety žijí na vodní hladině) každoročně přežije pouze kolem 30 % jedinců, juvenilní fázi mezi cca 2–5 lety přežije kolem 80 % karet a míra přežití nedospělých a dospělých karet je až 94 %. Zjednodušeně řečeno se dospělosti dožije pouze kolem 1 % karet.

### Potrava

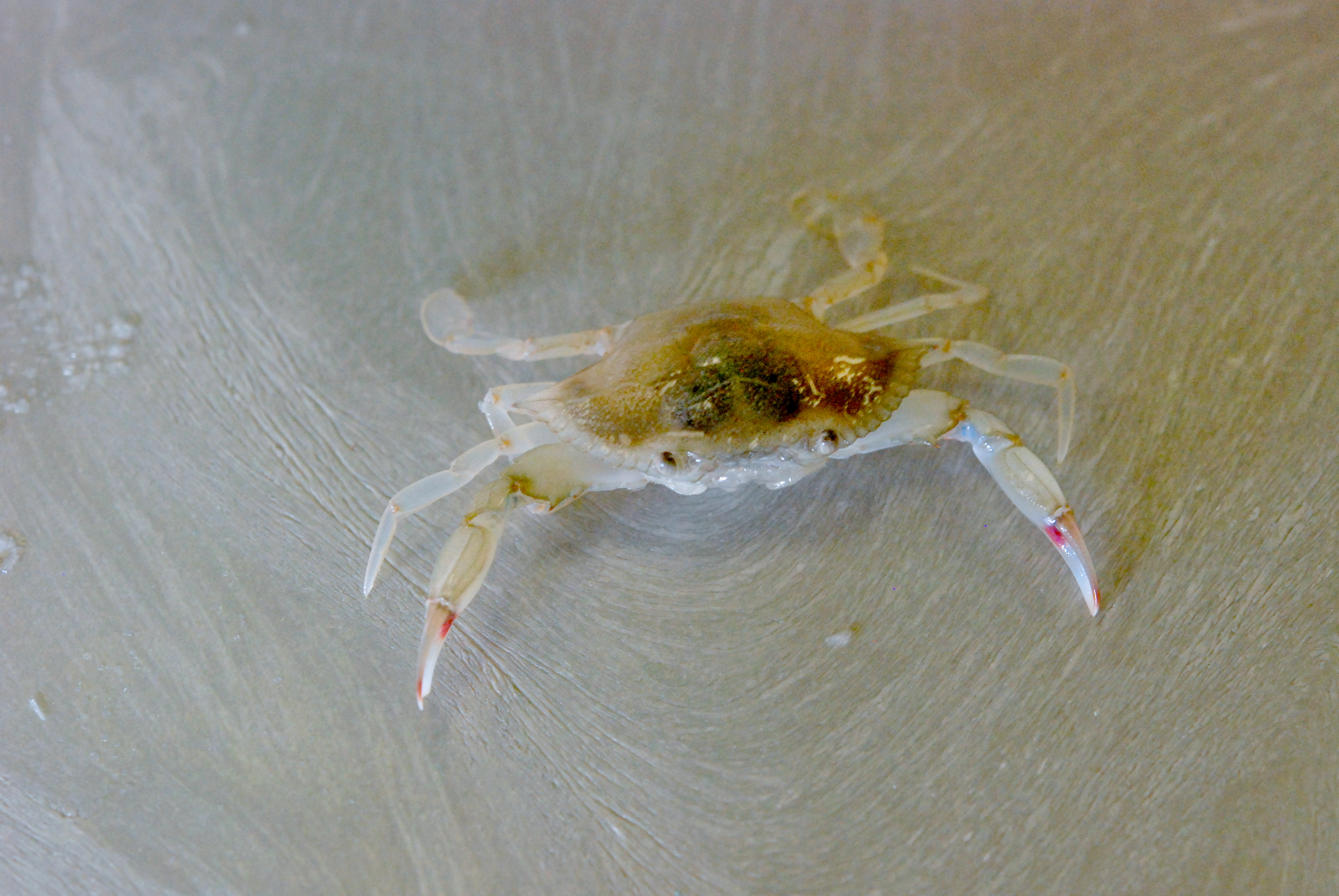
Juvenilní krab modrý patří k typické potravě pojídanou juvenilními i dospělými karetami

Mláďata v pelagické fázi sbírají v podstatě živočišný materiál, který při hladině najdou. Např. u pobřeží Texasu a Floridy se juvenilní jedinci krmí hlavně měkkýši, spojovanými s pelagickými druhy hroznovic, jako jsou plži vorenka křehká a Litiopa melanostoma či různé druhy krabů jako je krab modrý a Menippe mercenaria. Do jejich jídelníčku patří i četné druhy mořských řas (např. žabí vlas) a chaluh (hroznovice).
Dospělí jedinci se živí hlavně kraby, k nimž patří Rhithropanopeus harrisii, Petrochirus diogenes, Persephona mediterranea a Menippe mercenaria. Karety jsou nicméně potravní oportunisté a dovedou se krmit všemožnými typy měkkýšů, korýšů, ryb, chaluh, mořských řas, sumek či ostrorepy. Klíčová krmiště karet se nachází v jižních a severních pobřežních oblastech Mexického zálivu.

## Ohrožení a ochrana

### Stav populace mezi 40. a 80. lety
Kareta menší je nejohroženější z mořských želv a vůbec jeden z nejohroženějších obratlovců. Někdy mezi lety 1947–1978 prodělala populace karet menších dramatický pokles, podle odhadů 99,2–99,7 %. Na základě dochovaného filmu z roku 1947 bylo odhadnuto, že tehdejší počet karetích hnízd se pohyboval kolem 120–180 tisíci. Pro roky 1948–1977 nejsou dostupná žádná data. S monitoringem hnízdišť se započalo až v roce 1978, kdy bylo zaznamenáno pouze 924 hnízd. Úplného dna populace želv dosáhla v roce 1985, kdy bylo nalezeno pouze 702 hnízd, což by odpovídalo méně než 300 hnízdícím samicím, podle některých modelů snad jen 228.
Tento drastický pokles měl v zásadě tři příčiny, a sice sbírání vejcí lidmi za účelem konzumace či prodeje ke konzumaci, přírodní predaci a nevhodné techniky komerčního rybolovu. Hlavní příčina nicméně byla sběr vajec. Odhaduje se, že v některých letech bylo až 90 % hnízd vypleněno lidmi ve stejný den nakladení vajec.

### Ochranná opatření od 80. let po současnost

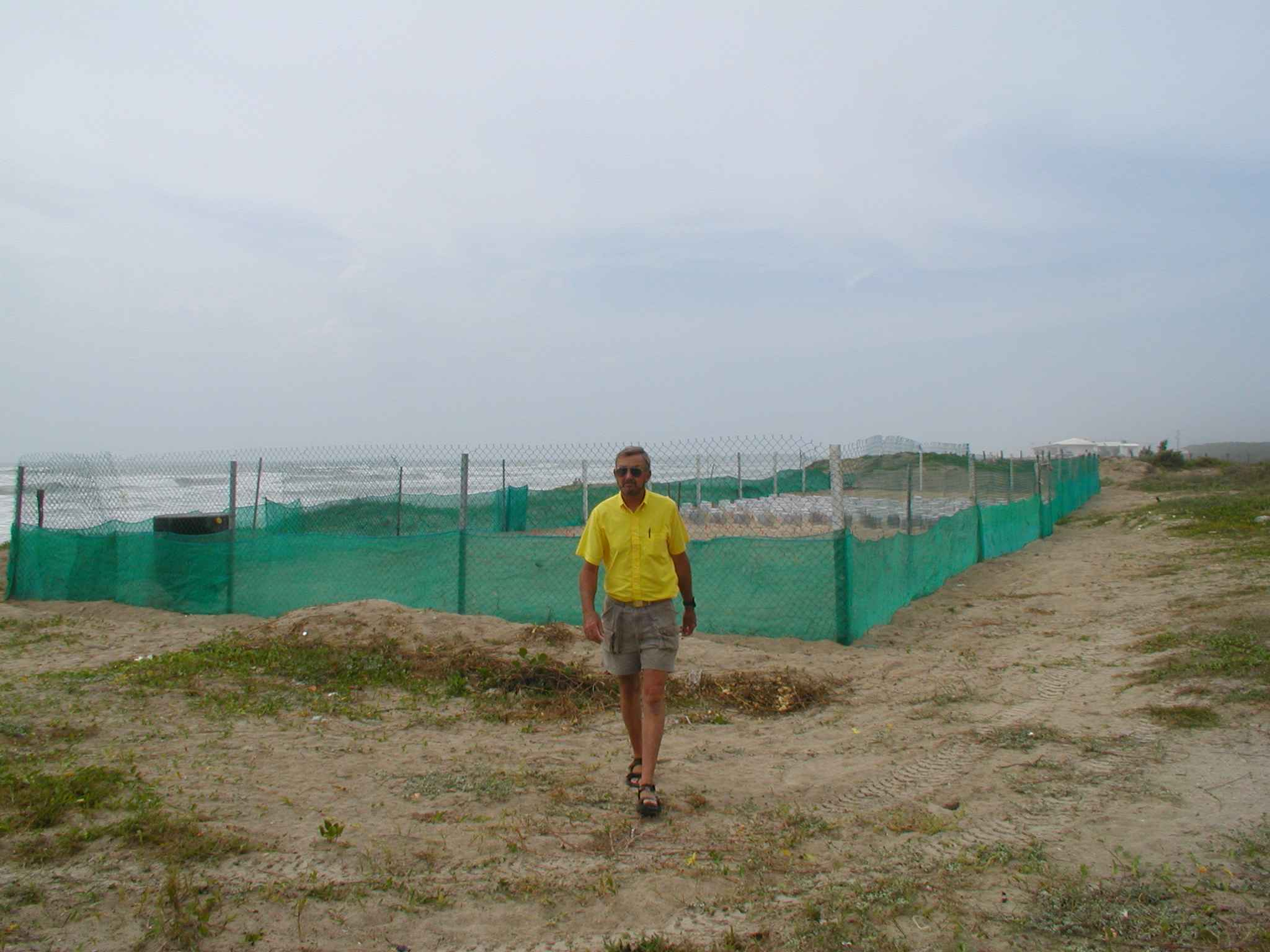
Oplocená hnízdiště karet menších, kam bývají přemisťována vejce z volné přírody

Mexická vláda začala podnikat aktivní kroky k ochraně karet již od 60. let 20. století. Ve Spojených státech jsou želvy na seznamu ohrožených druhů od roku 1970 (druhy na tomto seznamu není možné sbírat z volné přírody, tzn. zákon chrání i vejce karet). Karetám významně pomohl zejména zákaz sběru vajec místními obyvateli od května do srpna z roku 1973. Všechny mořské želvy pak začaly být v mexických vodách chráněny v roce 1978, kdy byl mimo zákon postaven i sběr vajec. Koncem 80. let vstoupil v platnost zákaz rybaření a plachtění v pásmu o šířce 6,44 km (4 mil) podél pláže Rancho Nuevo. Roku 1987 Spojené státy uzákonily, že rybářské lodě lovící krevety musí být vybaveny zařízením k omezení odlovu želv (TED). Toto mechanické zařízení se skládá z ocelové mříže uvnitř rybářské sítě, skrze kterou nemohou živočichové větší než 10 cm proniknout a jsou svedeni k otvoru v síti, kterým mohou vyklouznout. Mexiko se s nařízením povinného používání TED přidalo v roce 1993. Od roku 1990 je v Mexiku zakázáno obchodování s želvími produkty.
Vedle legislativních opatření vznikl mexicko-americký tým ochranářů, kteří karety chrání přímo na pláži Rancho Nuevo. Společné snahy mexicko-amerického týmu se zaměřují hlavně na přemístění snůšek do oplocených částí pláže, kde je snazší je ochránit proti predátorům a pytlákům. V případě arribady jsou uvědoměni všichni členové týmu, kteří se sejdou na pláži a ujistí se, že nedojde k pytláctví vajec a po nakladení vajec je rychle přemístí do oplocených částí pláže. Vyklubaná mláďata v oplocenkách jsou spočítána, sesbírána a hromadně vypuštěna ve velkých skupinách v různých částech pláže. Obsah hnízda je poté vykopán, aby se mohla zaznamenat hnízdní úspěšnost. Odhaduje se, že každý rok takto ochranáři přemístí kolem 90 % snůšek. Důležitým ochranným opatřením je i edukační stránka ohledně ochraně karet v místních komunitách.

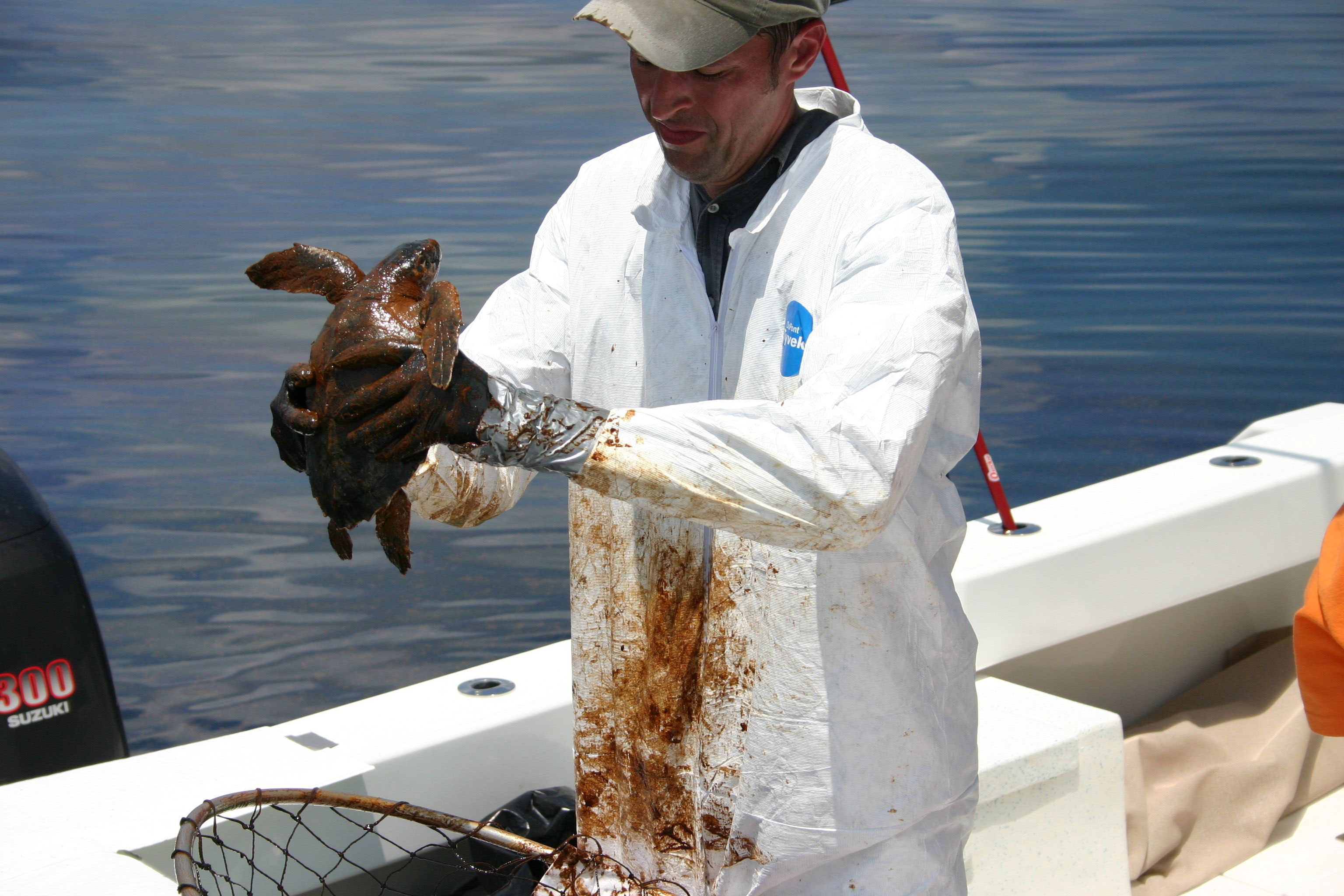
Veterinář při čištění karety menší během ropné havárie Deepwater Horizon v roce 2010

Zatímco v letech 1947–1985 bylo hlavním problémem pytláctví, novodobé ohrožení karet představují hlavně:
- Komerční rybolov – karety menší, stejně jako ostatní mořské želvy, představují nechtěné vedlejší úlovky komerčních rybářů. Karetám škodí hlavně tralování. Tato rybářská technika pro lov krevet spočívá v tažení velké sítě při dně za rybářskou lodí. Do této sítě se mohou karety nechtěně chytit a jelikož potřebují dýchat vzduch, většinou hynou udušením.[16] Podle zprávy Národního vědeckého koncilu (NCR) Spojených států z roku 1990 až 86 % úmrtí mořských želv zaviněných člověkem v pobřežních vodách Atlantiku jsou způsobeny právě tralováním.[21] Množství nechtěných odlovů karet u tralování je zredukováno nutností používat  TED. Nechtěné odlovy karet hrozí i při lovu dlouhou lovnou šňůru, kde je nebezpečí, že karety spolknou háček nebo se zachytí o háček a utopí se.[16]
- Srážky s loděmi – Mexický záliv je poměrně rušné prostředí, a častý lodní provoz spolu s tím, že karety tráví čas v pobřežní zóně, zvyšuje riziko srážek s loděmi.[3]
- Znečištění – Mexický záliv má dlouhou historii těžby ropy, která započala již ve 30. letech 20. století. S těžbou ropy se pojí trvalá hrozba havárií a znečištění. Na jaře 2010, na počátku hnízdícího období karet menších, došlo k ropné ekologické katastrofě obřích rozměrů po havárii plošiny Deepwater Horizon. Místním úřadům se sice podařilo zabránit tomu, aby ropa zasáhla pláže s hnízdícími karetami, avšak řada karet byla usmrcena. Američtí ochranáři ošetřili 456 mořských želv, z nichž většina byly karety menší.[49] Velká část odpadků vyplavených na pláže, kde hnízdí karety, pochází z lodí nebo ropných plošin. Zejména u plastových sáčků a dalších plastových předmětů hrozí, že je karety zamění za jídlo a spolknou je, což může způsobit zdravotní problémy i smrt.[3][50]
- Predace – bez management hnízdišť by mohlo docházet k predaci poměrně drastických rozměrů; v letech 2002–2003 bylo pokusně ponecháno 88 hnízd karet menších bez ochrany. 73 hnízd podlehlo predaci a 8 hnízd bylo vypleněno pytláky.[16]
- Klimatická změna – probíhající změna klimatu s sebou přinese změny teplot. Vzhledem k tomu, že pohlaví narozených karet je přímo závislé na teplotě během inkubace, může se stát, že změny teplot negativně ovlivní poměr samců k samicím. Vzrůstající vody oceánů společně s mořskými bouřemi mohou způsobit nezvykle silné příboje, které vyplaví hnízda a zničí snůšky.[3]

Následkem ochranných opatření vzrůstala populace karet menších mezi lety 1988–2003 o cca 15 % za rok. Mezinárodní svaz ochrany přírody hodnotí druh jako kriticky ohrožený, protože se jeho populace zmenšila o více než 80 % za poslední 3 generace. Celková populace želv k roku 2016 se odhadovala na 22 tisíc.

### Reintrodukce želv do Texasu

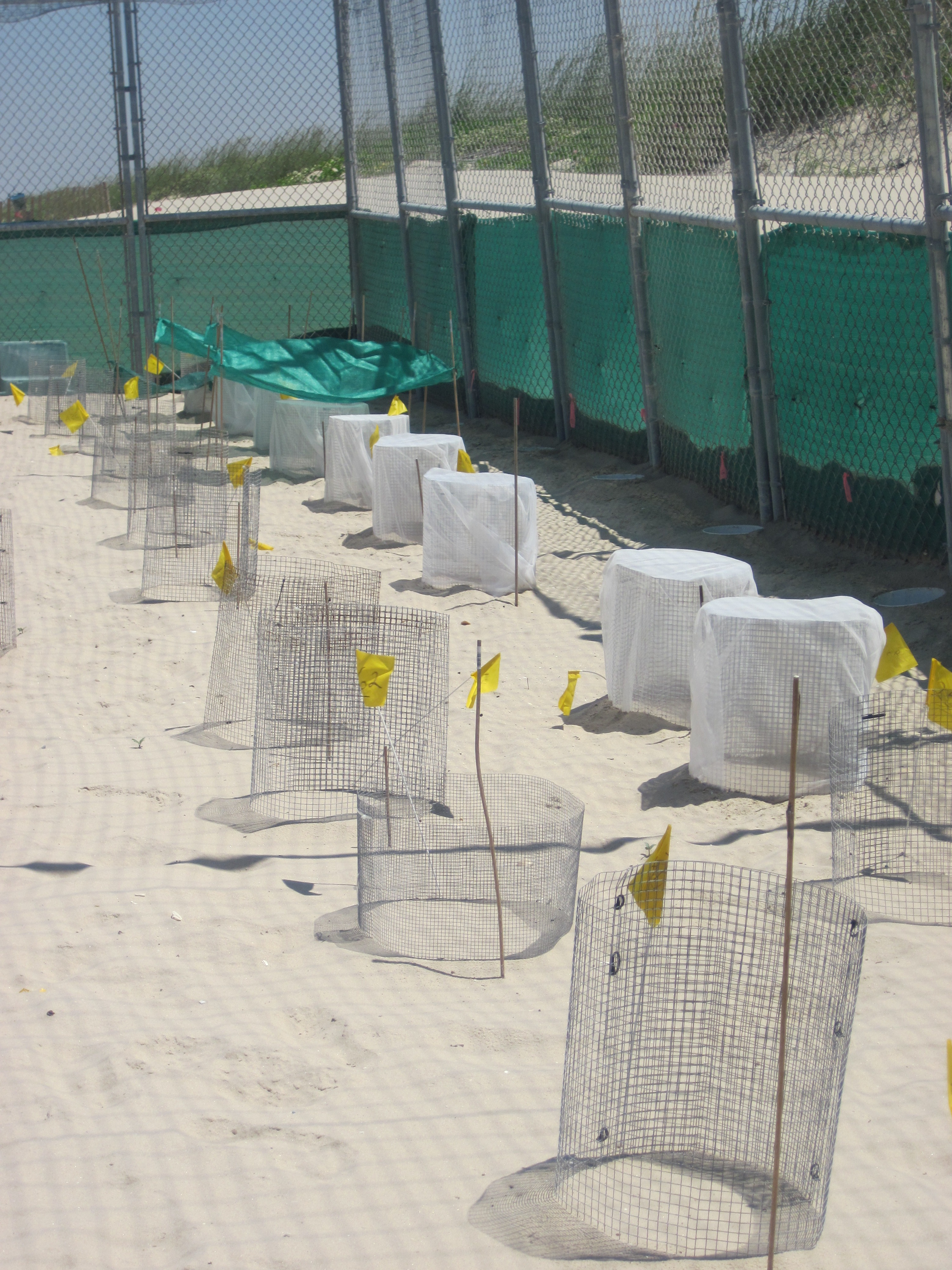
Oplocenky kolem přemístěných snůšek karet

V roce 1974 američtí ochranáři navrhli, aby byla na texaském ostrově Padre v rámci chráněného území Padre Island National Seashore (Národní mořské pobřeží ostrova Padre), kde karety příležitostně zahnízdily v minulosti, založena nová hnízdní kolonie karet. Introdukce želv na ostrov Padre měla zajistit lepší odolnost druhu vůči vnějším environmentálním i politickým faktorům, jelikož přítomnost drtivé většiny hnízdišť na pláži u Rancho Nuevo bylo pro druh dlouhodobě riskantní. Mezi lety 1978–1988 bylo proto z pláže Rancho Nuevo přemístěno 22 507 vajec, která byla vy-inkubována v chovných zařízeních. Jakmile se mláďata začala klubat, byla přenesena na pláž ostrova Pedro, kde ochranáři doufali, že budoucí dospělé samice zahnízdí. Vyklubaným mláďatům bylo umožněno odplazení do moře, kde byli juvenilní jedinci odchyceni a převezeni do chovného zařízení v Galvestonu, kde byli vykrmováni dalších 9–11 měsíců, než byli znovu vypuštěni do volné přírody. Karety byly před vypuštěním označkovány.
Celý tento proces přemisťování karet spočíval v tom, že ochranáři chtěli přimět mláďata, aby si vtiskli svou natální pláž pomocí pachů a vizuálních faktorů. Následný odchov juvenilních jedinců v chovných zařízeních měl redukovat vysokou mortalitu karet, která bývá v prvním roce života velmi vysoká. První označkovaná kareta z odchovů na pláži zahnízdila v roce 1996. Hnízdící karety začaly být v hojnějších počtech nalézány i v dalších částech Texasu a v roce 2008 byl počet nalezených hnízd odhadován něco kolem dvou stovek. Od 90. let se přitom ochranná opatření na ostrově Padre omezují na přemisťování hnízd do míst, kde podléhají ochrannému managementu. Hnízda jsou typicky oplocena proti predátorům a pravidelně monitorována proti lidských aktivitám jako je pytláctví, řízení vozidel na pláži apod. K opětovnému vypouštění mláďat do volné přírody často dochází za přítomnosti veřejnosti. Každé takové události se účastní několik set až jeden tisíc lidí a každý rok probíhá kolem 20 veřejných vypuštění karet.
V roce 2021 bylo na texaskách plážích nalezeno 195 hnízd (z toho 109 na ostrově Padre). Z počátku vzestupný trend se tedy od roku 2008 stabilizoval a počet každoročně nalezených hnízd je kolem dvou set. Není úplně jasné, co stabilizaci způsobilo, a probíhají výzkumy k jejímu objasnění.

Fotografie z veřejného vypouštění mláďat do volné přírody na ostrově Padre
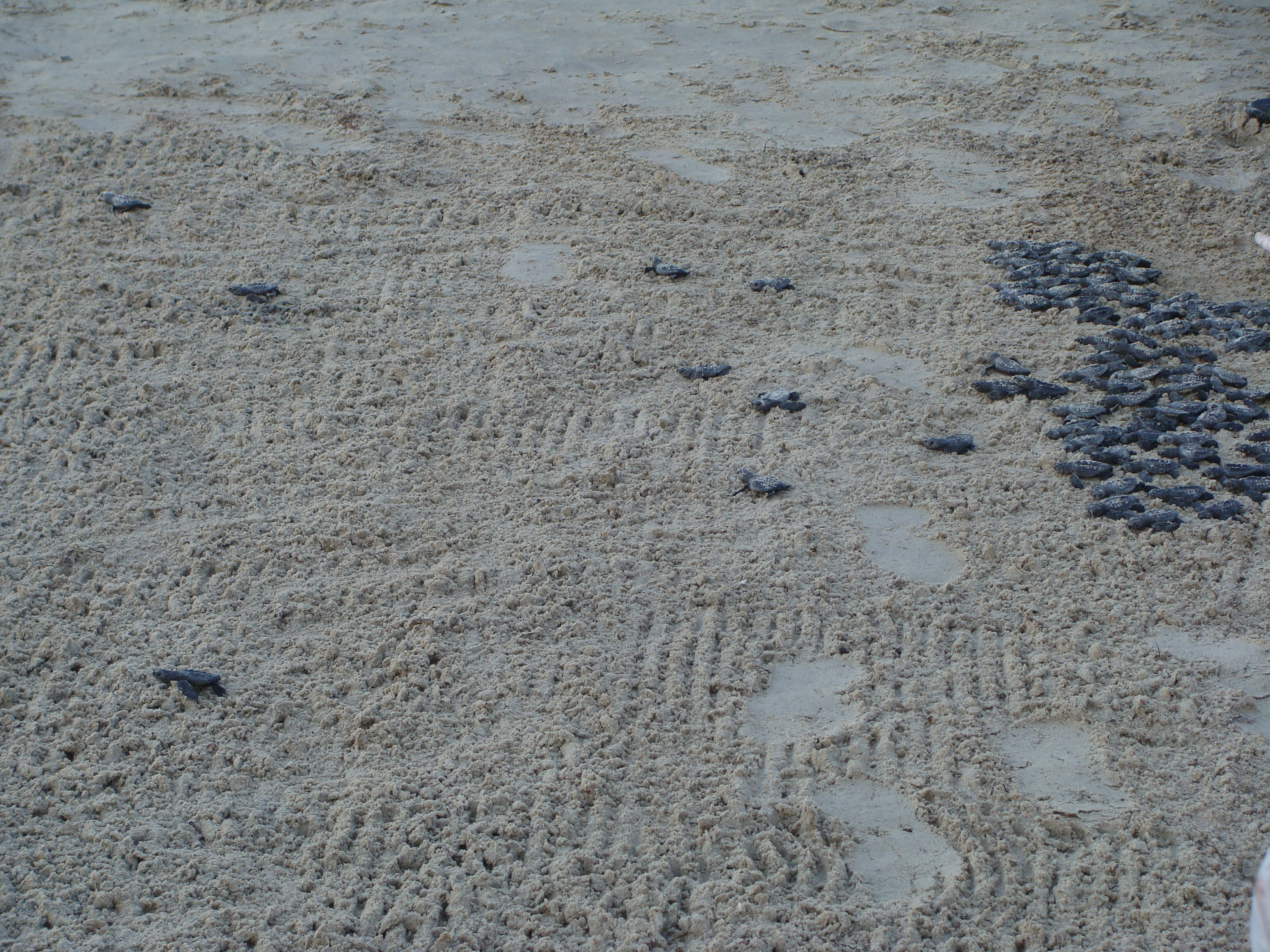
Mláďata před vypuštěním do moře
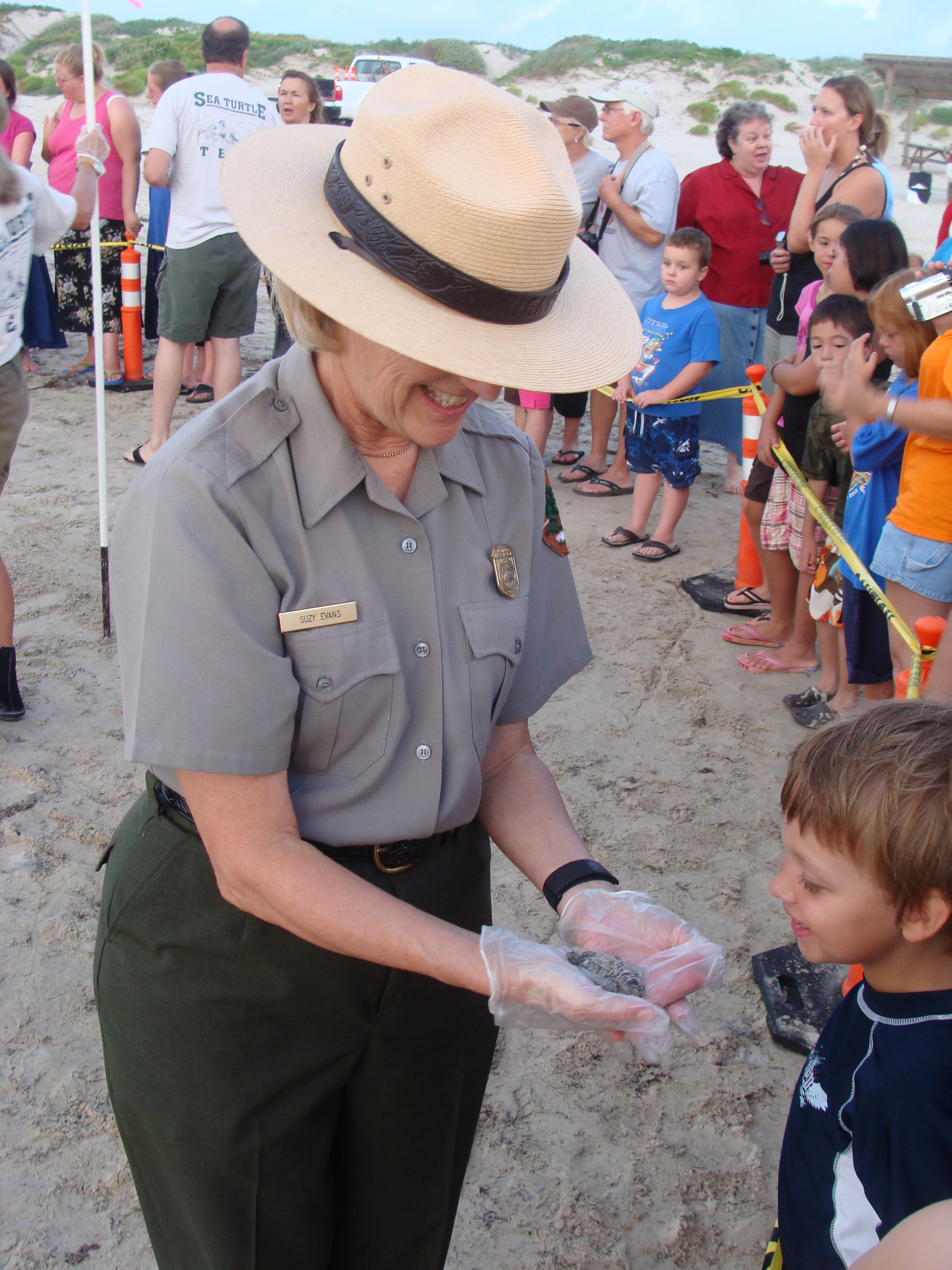
Ranger ukazuje malou karetu dítěti
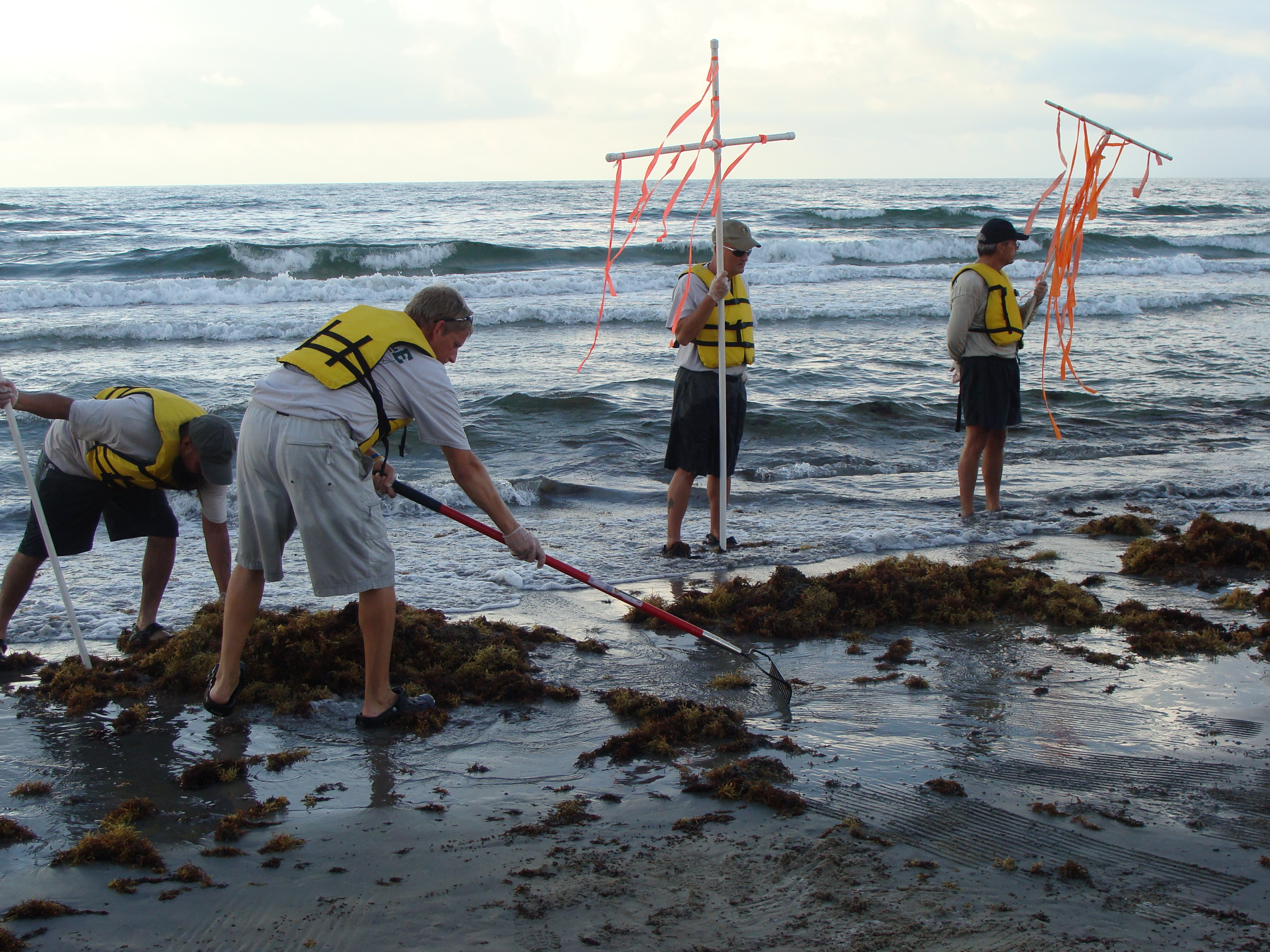
Muži držící oranžové praporky sloužící k zastrašení ptáků
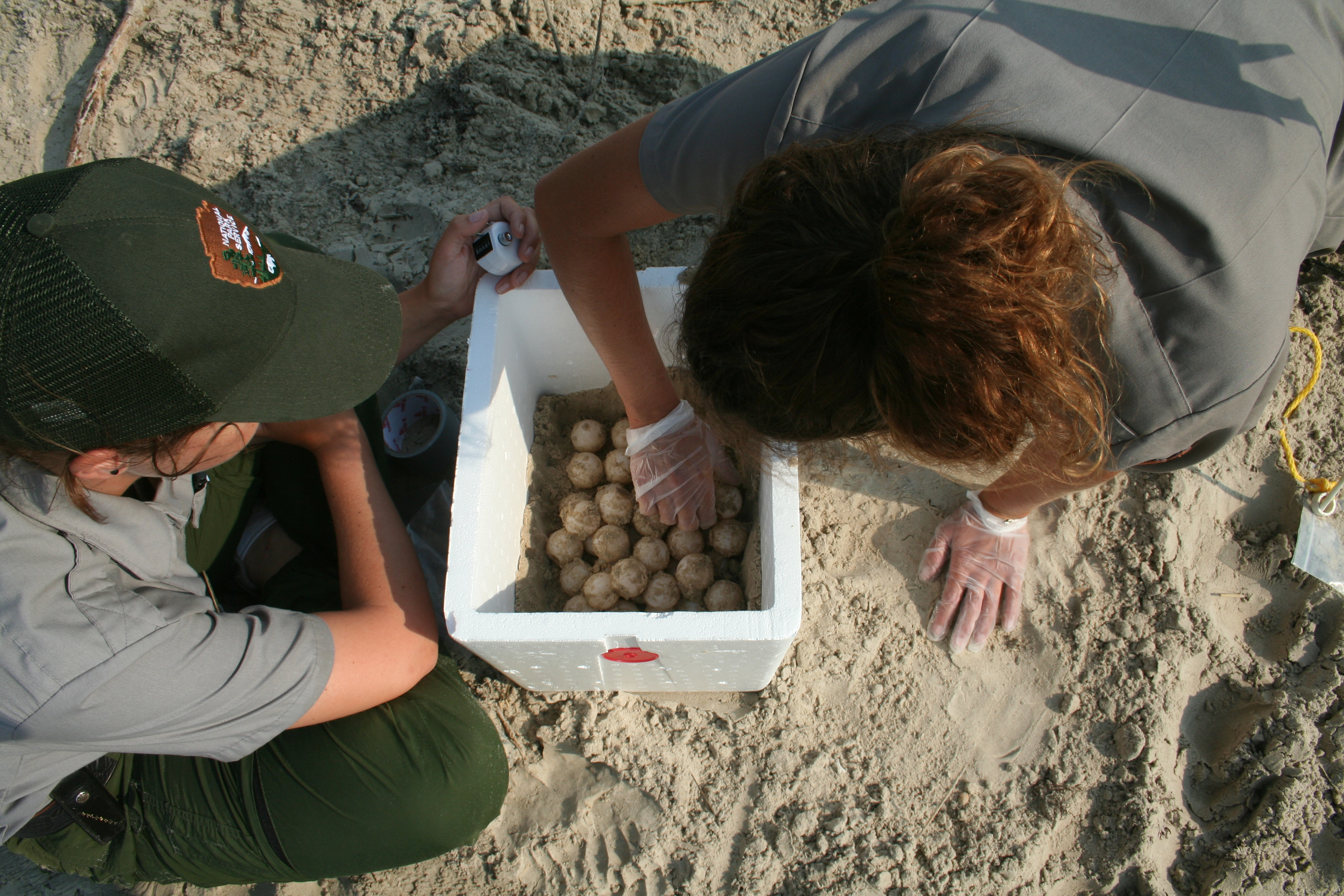
Sbírání vajec před přemístěním do monitorovaných hnízdišť